# HD 130458
HD 130458，又名CP-72 1604，SAO 257206、HR 5520，是一颗恒星，视星等为5.6，位于銀經311.56，銀緯-12.39，其B1900.0坐标为赤經14h 43m 13.2s，赤緯-72° -12.39′ 39″。